# 克瓦爾庫什山脈
60°12′06″N 58°43′30″E / 60.20167°N 58.72500°E
克瓦爾庫什山脈（羅馬化：Kvarkush），是俄羅斯的山脈，位於該國西部彼爾姆邊疆區，屬於北烏拉爾山脈的一部分，處於維舍拉河流域，最高點海拔高度1,066米。